# Ferrovie Emilia Romagna
La Ferrovie Emilia Romagna (FER) è una società a responsabilità limitata italiana che gestisce la rete ferroviaria di proprietà regionale dell'omonima regione.
Fondata nel 2001, fino al 2012 si occupò anche dell'esercizio del trasporti ferroviari e automobilistici, sia sulla rete da sé gestita sia sulle linee ferroviarie di proprietà statale ubicate in Emilia-Romagna. Il 1º febbraio 2012 il ramo trasporti, scorporato da FER, si è fuso con ATC dando vita a Trasporto Passeggeri Emilia-Romagna (TPER), che da quel momento ha gestito il trasporto ferroviario sulla rete FER. A partire dal 1º gennaio 2020, a TPER è subentrata la nuova compagnia Trenitalia Tper, che attualmente gestisce il trasporto ferroviario sull'intero territorio dell'Emilia-Romagna (sia su rete FER, sia su rete RFI).
Fino alla nascita di TPER, FER fece parte, assieme a Trenitalia, del CTI-Consorzio Trasporti Integrati delle ferrovie dell'Emilia-Romagna, con lo scopo di attuare sinergie tra le diverse imprese ferroviarie e aumentare la qualità e il servizio.
In Italia, FER è il terzo gestore di infrastruttura ferroviaria per estensione di rete, dopo Rete Ferroviaria Italiana e Ferrovie del Sud Est, e prima di Ferrovienord.

## Storia

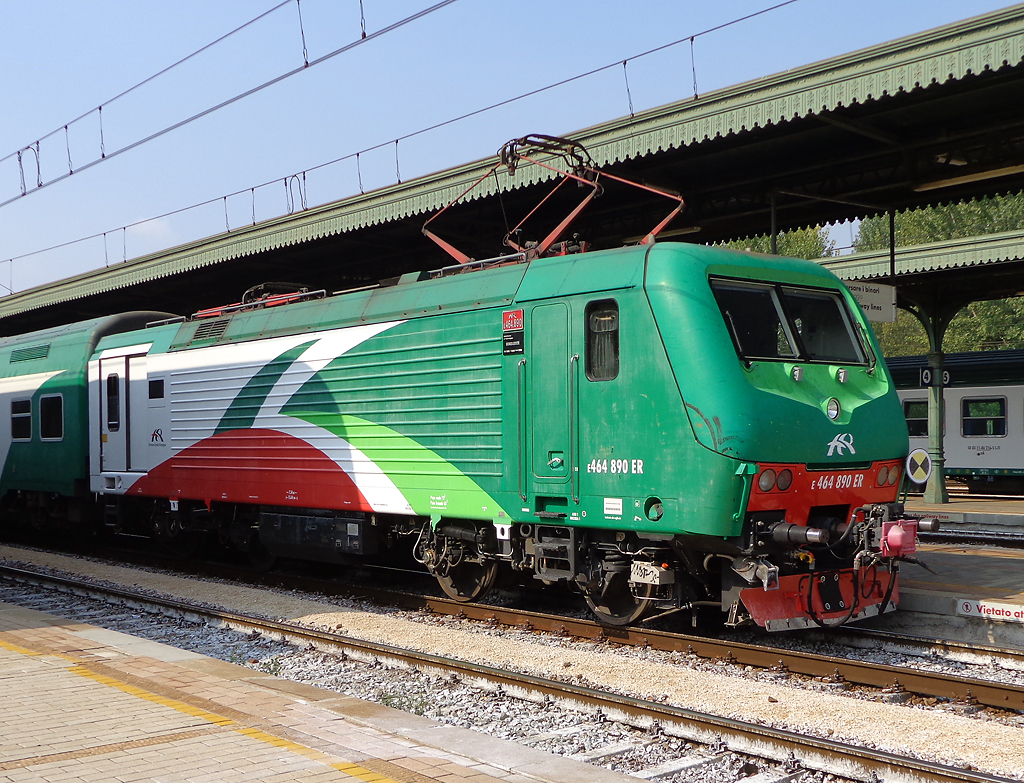
La locomotiva E.464.890 delle Ferrovie Emilia Romagna, in sosta a Mantova.

La società è nata dalla fusione di quattro precedenti società ferroviarie in Gestione commissariale governativa:
- le Ferrovie Padane (che ha portato in dote la linea Ferrovia Ferrara-Codigoro);
- la Ferrovia Suzzara-Ferrara (linea omonima);
- la Gestione Commissariale Governativa della Ferrovia Bologna-Portomaggiore;
- la Gestione Commissariale Governativa delle Ferrovie Venete - Ferrovia Parma-Suzzara[2].

Il conferimento delle quattro concessioni a Ferrovie Emilia Romagna è stato formalizzato nella determina dirigenziale 2098 del 15 marzo 2001.
In seguito della Legge 422 del 1997, la proprietà delle linee suddette è stata trasferita alla regione Emilia-Romagna che nel 2002 ha costituito l'attuale società di cui detiene il 59,44% del capitale. Il rimanente è stato suddiviso in quote paritarie del 5,7% tra Provincia di Bologna, Provincia di Ferrara, Provincia di Mantova, Provincia di Modena, Provincia di Parma, Provincia di Ravenna, Provincia di Reggio Emilia e Provincia di Rimini.
Sul finire del primo decennio del XXI secolo, la società ha allargato il proprio ambito ottenendo la gestione delle linee provinciali modenesi, comprendente la sola Modena-Sassuolo, e di quelle reggiane. Dal 1º gennaio 2008 ha acquisito il ramo ferroviario della modenese ATCM, dal 1º gennaio dell'anno seguente ha ottenuto quello della reggiana ACT, e infine il 1º febbraio 2009 ha assorbito la FBV, diventando l'unica azienda a gestire le ferrovie di proprietà regionale.
Nel primo decennio di vita, FER è stata organizzata in una Divisione Autolinee ed in una Divisione Ferroviaria. Quest'ultima, a sua volta composta da due divisioni: divisione trasporto che si occupava della gestione dei servizi ferroviari oltre alle attività di manovra in alcune stazioni e divisione infrastruttura che si occupava di gestire i binari, gli impianti e la circolazione ferroviaria, le stazioni, pianifica gli investimenti (sia per le infrastrutture sia per ul materiale rotabile), effettua la manutenzione delle infrastrutture e del materiale rotabile.
Nell'autunno 2011, per volontà dei soci, è stata divisa in due società: FER Trasporti, che ha ottenuto il ramo aziendale relativo al trasporto pubblico locale su gomma e quello su rotaia degli ambiti di Bologna e Ferrara, e FER Infrastrutture, che ha rilevato la gestione delle infrastrutture ferroviarie.
Nel novembre dello stesso anno, il consiglio di amministrazione di FER Trasporti ha deliberato a favore della fusione con ATC Bologna che è stata attuata il 1º febbraio dell'anno seguente, dando vita a TPER.

## Rete ferroviaria

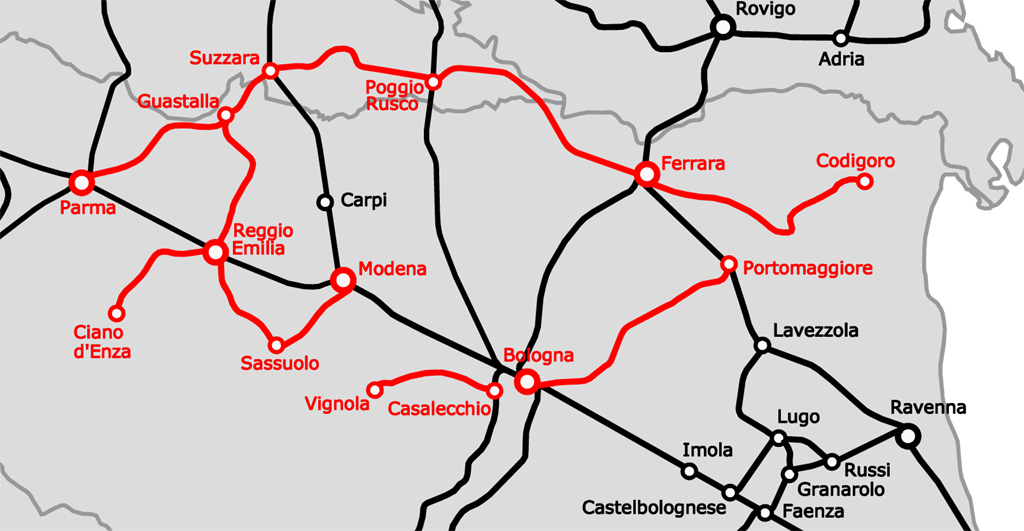
La rete ferroviaria gestita da FER nel 2016

FER svolge il ruolo di gestore dell'infrastruttura. Al 2023 la rete ferroviaria gestita da FER si estende per 362 km, di cui 195 km elettrificati e 167 km non elettrificati, nei territori della regione Emilia-Romagna e nell'Oltrepò mantovano.
243 km di linee sono attrezzati con sistemi di controllo della marcia del treno (SSC e SCMT).
La rete conta 49 stazioni e 68 fermate viaggiatori, oltre a 5 impianti merci pubblici e privati.
Le linee gestite da FER sono:
| Linea                      | Capilinea             | Capilinea         | Lunghezza | Binario | Elettrificazione       | Segnalamento                          | Note |
| -------------------------- | --------------------- | ----------------- | --------- | ------- | ---------------------- | ------------------------------------- | --- |
| Parma-Suzzara              | 2° Bivio Parma Est    | Suzzara           | 44 km     | Singolo | Elettrificata          | SCMT                                  | |
| Suzzara-Ferrara            | Suzzara               | Ferrara           | 81,700 km | Singolo | Elettrificata          | SCMT                                  | |
| Reggio Emilia-Guastalla    | Reggio San Lazzaro    | Guastalla         | 28,506 km | Singolo | Elettrificata          | SCMT                                  | |
| Reggio Emilia-Ciano d'Enza | Reggio Emilia         | Ciano d'Enza      | 26,031 km | Singolo | Elettrificata          | SCMT                                  | |
| Sassuolo-Reggio Emilia     | Sassuolo Radici       | Reggio Emilia     | 22,494 km | Singolo | Elettrificata          | SCMT                                  | |
| Modena-Sassuolo            | Modena                | Sassuolo Terminal | 19,303 km | Singolo | Elettrificata          | Installazione SCMT in corso (al 2024) | |
| Casalecchio-Vignola        | Casalecchio Garibaldi | Vignola           | 23,951 km | Singolo | Elettrificata          | SCMT                                  | La prosecuzione da Casalecchio Garibaldi verso Bologna Centrale avviene lungo la ferrovia Porrettana (RFI)                                                        |
| Bologna-Portomaggiore      | Bologna Centrale      | Portomaggiore     | 47,816 km | Singolo | Elettrificata          | SCMT                                  | Dall'11 dicembre 2022, l'esercizio sulla tratta Bologna Centrale-Bologna Roveri è sospeso e sostituito con bus per i lavori di parziale interramento della tratta |
| Portomaggiore-Dogato       | Portomaggiore         | Dogato            | 13,148 km | Singolo | Non elettrificata      | Non è presente SCMT                   | Al 2021, l'esercizio sulla linea è sospeso. |
| Ferrara-Codigoro           | Ferrara               | Codigoro          | 52,313 km | Singolo | Prevista entro il 2025 | Installazione SCMT in corso (al 2024) | Al 2021, l'esercizio sulla tratta terminale Codigoro-Z.I. Pomposa è sospeso.                                                                                      |

Su tali linee sono svolti servizi passeggeri a cura di Trenitalia Tper e servizi merci a cura di Dinazzano Po, imprese ferroviarie partecipate anch'esse dalla Regione Emilia-Romagna.
La rete presenta 9 stazioni di interconnessione con la rete nazionale (Bologna Centrale, Casalecchio Garibaldi, Ferrara, Modena, Parma, Poggio Rusco, Portomaggiore, Reggio Emilia, Suzzara). Ulteriori interscambi con la rete RFI, pur in assenza di un'interconnessione ferroviaria, sono previsti a Reggio Mediopadana (interscambio con la stazione RFI Reggio Emilia AV Mediopadana) e Bologna Rimesse (interscambio con la stazione RFI Bologna San Vitale).

## Attività di trasporto pubblico svolte in passato

Logo FER fino al 28 aprile 2015

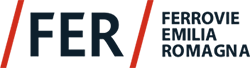
Logo FER dal 29 aprile 2015

### Divisione trasporto ferroviario
È stato il ramo d'azienda che, insieme alla Divisione Autolinee, nel 2012 è stato fuso in TPER.
La FER effettuava servizi passeggeri sia sulla rete gestita direttamente, sia sulle seguenti tratte della Rete Ferroviaria Italiana per conto del Consorzio Trasporti Integrati, formato dalla stessa società e da Trenitalia, il quale ha vinto l'affidamento del servizio di trasporto pubblico ferroviario della regione emiliano romagnola nel 2008:
- tratta Ferrara-Bologna della Padova-Bologna;
- tratta Poggio Rusco-Bologna della Verona-Bologna;
- tratte Mantova-Modena della Verona-Modena;
- Ferrara-Rimini;
- Parma-Fornovo;
- Fidenza-Fornovo;
- Bologna-Rimini-Pesaro;
- Parma-Bologna.

Nel periodo estivo effettuava servizi diretti tra la città di Pesaro e quelle di Bergamo, Brescia, Cremona con fermate presso tutte le stazioni della riviera romagnola: i cosiddetti Treni del mare. Le relazioni Bergamo-Pesaro, denominata anche Freccia Orobica, e Brescia-Pesaro erano espletate da treni composti da una locomotiva di tipo E 464 e da carrozze Vivalto, di cui una pilota. La relazione Cremona-Mantova-Pesaro era invece coperta da automotrici tipo ALn 668 e ALn 663 e rimorchiate pilota del tipo Ln 880, dato che la tratta Suzzara-Poggio Rusco non risultava elettrificata.
Per quanto riguarda il servizio merci, la società operava sia sulla propria rete ferroviaria sia su quella RFI.

### Parco rotabili

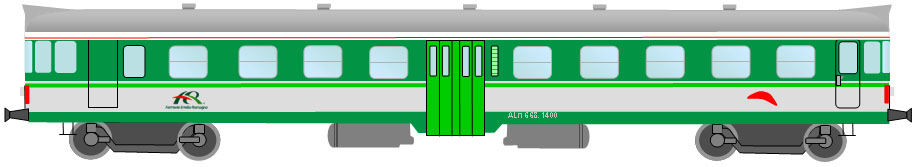
Nuova livrea verde-grigia sull'automotrice ALn 668 FER ex-Ferrovie Padane.

Al momento della sua istituzione, la società Ferrovie Emilia Romagna ha avuto a disposizione un parco rotabili abbastanza eterogeneo ereditato dalle quattro gestione commissariale delle Ferrovie Padane (FP), Ferrovia Suzzara-Ferrara S.p.A. (FSF), ferrovia Bologna-Portomaggiore (FBP) e Ferrovia Parma-Suzzara (FPS). Tra il 2008 e il 2009, la società ferroviaria ha inglobato i rotabili provenienti da altre realtà come la modenese ATCM, ACT di Reggio Emilia (ACT) e suburbana FBV.

#### Ramo passeggeri
Per quanto riguarda il trasporto passeggeri all'atto della nascita il parco FER era costituito unicamente da automotrici leggere a nafta, in particolare:
- tre ALn 773 del 1962 di produzione OM tutte provenienti dalla Ferrovie Padane e immatricolate nella serie 1006-1008, che sono poi state accantonate e vendute alla MCNE come ricambi per rotabili simili in suo possesso;
- ventinove ALn 668 costruite tra il 1959 e il 1983 da Fiat Ferroviaria. Di queste:
  - quattro provengono dalla Gestione commissariale governativa della Ferrovia Bologna-Portomaggiore (FBP) e che risultano immatricolate nella serie 001-004;
  - quattordici provengono dalla FSF e sono state immatricolate nelle serie 05-12 e 013-018. La 12 è stata accantonata in quanto danneggiata da un incidente ad un passaggio a livello[25];
  - cinque provenienti dalla Gestione commissariale della Ferrovia Parma-Suzzara (FPS) le quali risultano immatricolate nelle serie 601-602 e 611-613;
  - sette ereditate dalla Ferrovie Padane, immatricolate nella serie 1009-1015;
- quindici ALn 663, costruite da Fiat Ferroviaria tra il 1985 e il 1995. Di queste in particolare:
  - tre provengono dalla FSF e sono state immatricolate nella serie 019-021;
  - cinque provengono dalla FBP, immatricolate nella serie 101-105. Di queste la 104 è stata accantonata nel 2009 a seguito di incendio doloso nel deposito di Bologna Roveri[26];
  - una proveniente dal parco rotabili FPS ed immatricolata come 903;

Inoltre sono presenti le relative rimorchiate:
- due Ln 779 di produzione OM 1962 provenienti dal parco FP, immatricolate nella serie 304-305, inizialmente rimorchi per le ALn773 riconvertiti poi per effettuare servizio con le ALn 668 e le ALn 663 (poi vendute alla MCNE come ricambi);
- cinque Ln 664 costruite dalla Fiat ferroviaria nel 1960 e nel 1962 per la prima generazione di ALn 668 della FSF ed immatricolate da questa nella serie 25-29;
- una Ln 882 di produzione Fiat Ferroviaria 1972 per la seconda generazione di ALn 668 FSF ed immatricolata come 30;
- diciassette Ln 880, costruite dalla Fiat Ferroviaria tra il 1971 e il 1983. Di queste in particolare:
  - otto provengono dal parco rotabili FSF e sono state immatricolate nella serie 031-038;
  - otto, immatricolate nella serie 306-313, sono state conferite dalla FP. Nel 2011, l'unità 309 fu riconvertita da FER per il trasporto biciclette[27];
  - una proviene dal parco FPS, immatricolata come 371;
- cinque Ln 778, aventi telaio simile a quello delle ALn 663 e prodotte tra il 1985 e il 1995. Di queste:
  - una è di provenienza FPS, immatricolata come 377;
  - quattro sono state conferite dalla FBP e immatricolate nella serie 401-404.

A partire dal 2004 la società ha iniziato a fare numerosi acquisti sul mercato dell'usato. Dietro questa scelta esistono varie cause tra cui la riapertura della ferrovia Bologna-Vignola la cui gestione viene affidata a FER dalla società proprietaria Suburbana FBV di cui essa faceva parte insieme a ATC di Bologna e l'aumentare dei servizi passeggeri gestiti da FER sulle linee statali gestite da Rete Ferroviaria Italiana (RFI).
In particolare, FER acquisisce:
- tre ALn 668, serie 1600, provenienti dal parco rotabili siciliano di Trenitalia e immatricolate come 1619, 1627 e 1631, le quali erano state prodotte da Fiat Ferroviaria tra il 1970 e il 1971 (attualmente risultano tutte accantonate). Ad esse si aggiunge una quarta unità di serie 1500, la 1536, impiegata per i ricambi;
- quattro rimorchiate per automotrici Ln 882 (n. 1501, 1510, 1513 e 1515), prima noleggiate e poi acquistate da Trenitalia (attualmente risultano tutte accantonate). Ad esse si aggiunge un'altra unità per essere impiegata nei ricambi (n. 1503);

Nello stesso periodo sono noleggiate due ALn 668 dalla ACT di Reggio Emilia. Intanto si inizia ad applicare la nuova livrea aziendale tricolore alle automotrici diesel del parco rotabili. Le ALn 668 e le ALn 663 in parte sono anche dotate di nuovi sedili, altoparlanti per gli annunci sonori e di impianti di condizionamento.
Tra il 2005 e il 2006 sempre con l'intento di effettuare treni regionali reversibili su rete RFI sono acquistate sei locomotive elettriche E.464, identiche a quelle utilizzate da Trenitalia. La società emiliana le ha immatricolate nella serie 901-906. Al traino di queste nuove locomotive, si pensava di utilizzare le carrozze acquistate dalla FSF e dalla FP alla fine degli anni ottanta e provenienti dalle Ferrovie Federali Svizzere (FFS), le quali erano state successivamente accantonate per la presenza di amianto. Il progetto prevedeva di bonificarle e ristrutturarle, convertendo alcune unità in semipilota. L'idea fu presto abbandonata, preferendo ordinare delle nuove carrozze a due piani identiche alle Vivalto di Trenitalia. L'ordine consisteva in sei carrozze semipilota e dodici intermedie. Poiché le carrozze Vivalto non furono quindi disponibili fino alla seconda metà del 2007, si decise di noleggiare le sei E.464 a Trenitalia che le impiegò sui treni regionali di competenza del deposito di Bologna.
Con l'acquisizione del ramo d'azienda ferroviario della ATCM di Modena, la FER ha acquisito il relativo parco rotabili costituito da:
- quattro elettromotrici a due casse ALe 228, prodotte tra il 1954 e il 1955 e provenienti dai gruppi AM 54/55/56 delle ferrovie di stato belghe (SNCB), immatricolate da questa come 056, 064, 072 e 505;
- due elettromotrici ALe 088 di costruzione Firema (1985) e immatricolate come 001 e 002, le quali circolano in composizione bloccata con due rimorchiate pilota Le 088 e una rimorchiata intermedia Le 096 (uno dei due convogli è stato poi venduto alla MCNE per la ferrovia Benevento-Cancello).

A fine 2008 FER ha noleggiato da Trenitalia dieci carrozze tipo UIC-X a salone con l'intento di utilizzarle al traino delle E.640, già utilizzate sui treni merci, da impiegare sui treni regionali. A causa di problemi di certificazione queste carrozze non sono mai state utilizzate da FER in servizio regolare e sono state restituite a Trenitalia l'anno successivo.
Il parco rotabili della ACT di Reggio Emilia, acquisito il 1º gennaio 2009, è invece così composto:
- quattro automotrici ALn 668, di costruzione Fiat Ferroviaria 1981, immatricolate dalla società reggiana nella serie 2463-2466. Di queste, due risultavano già impiegate dalla FER per i servizi regionali in quanto noleggiate dal 2004;
- due rimorchiate Rp, in origine da accoppiare ad automotrici MAN/Reggiane e che sono state riadattate nel 1984 per l'impiego con le ALn 668, di cui una convertita per trasporto bici;
- sedici automotrici ALn 067-082, costruite nel 1995 dalla Fiat Ferroviaria, che riprendono il modello delle ALn 663 FS, ma sono prive di intercomunicanti (sono chiamate anche ALn 72422, ma questa sigla, derivata dal numero di commessa interna Fiat usato per la costruzione, non compare nella marcatura dei veicoli);
- due locomotive diesel DE.122, prodotte dalla IMPA/ITIN di Catania nel 1989, che erano atte all'effettuazione di treni navetta. Con l'accantonamento nel 2012 delle sei carrozze provenienti dalle FFS (di cui una convertita in semipilota)le DE122 sono passate al servizio merci.

Il parco rotabili FBV ereditato a partire dal 1º febbraio 2009 constava di:
- due elettromotrici a due casse ALe 054, derivate dalla ricostruzione di elettrotreni di provenienza SNCB effettuata dalla Magliola;
- due elettromotrici a due casse ALe 122 prodotte da Ansaldo/Casaralta, mai entrati in servizio a causa di problemi di certificazione.

Nel 2009, nell'ambito di un piano di rinnovo del materiale rotabile, la società emiliana acquistò otto autotreni ATR 220 di produzione Pesa Bydgoszcz allo scopo di sostituire le ALn 668 delle linee Bologna-Portomaggiore e Bologna-Vignola. I treni sono stati immatricolati nella serie 026 - 033 e sono stati consegnati tra giugno e dicembre 2009. Oltre alle linee previste, i convogli sono stati inoltre impiegati sulla linea Ferrara-Codigoro e Ferrara-Suzzara. Nel 2010 sono stati ordinati altri quattro esemplari, immatricolati nella serie 034 - 037 e consegnati alla fine dello stesso anno.
Nel dicembre 2009, sono state inoltre consegnate quattro locomotive E.464 che sono state immatricolate nella serie 890 - 893, mentre i relativi convogli Vivalto sono in fase di consegna. È in fase di valutazione l'acquisto di ulteriori 10 E464 dalla ditta Bombardier che verranno immatricolate nella serie 894-900 e 907-909, e di altre vetture Vivalto da accoppiare a queste ultime.
Il piano prevedeva inoltre:
- il noleggio di alcune ALn 668, serie 1700, da parte di Trenitalia, in seguito restituite[senza fonte].
- la consegna di dodici elettrotreni, con opzione per ulteriori dieci, a cinque casse FLIRT, costruiti dall'Associazione Temporanea d'Imprese costituita da Stadler Rail e Ansaldobreda. L'acquisto fu parte di un'operazione congiunta con la Sistemi Territoriali; i convogli verrebbero impiegati sulle linee Bologna-Vignola e Bologna-Portomaggiore[33]. TPER ha poi ereditato la consegna di questi Flirt.

#### Trasporto merci
Per quanto riguarda il trasporto merci, il parco della società ottenuto dai conferimenti delle quattro Gestioni Commissariali era costituito da:
- sette locomotive diesel D.220 prodotte in Germania dalla MaK e dalla Krauss Maffei tra il 1956 e il 1959, originariamente facenti parte del gruppo V220 delle Deutsche Bahn (DB). Di queste, quattro provengono dalla Ferrovia Suzzara-Ferrara SpA (FSF), le quali sono state immatricolate come R01, 011, 049 e 051, e tre sono state conferite dalle Ferrovie Padane (FP) ed immatricolate come 041, 045 e 074;
- una locomotiva diesel D.341 del 1961 proveniente dalla Gestione Commissariale Governativa della Ferrovia Bologna-Portomaggiore (FBP), immatricolata come DE 501, un tempo facente parte del parco delle Ferrovie dello Stato (FS) come D.341.1020. Ora è relegata a servizio di manovra;
- sei locomotive diesel DE.424 del 1959 di cui tre provenienti dalla FBP ed immatricolate da questa come 01, 06 e 08. Queste motrici risultano accantonate, perché considerate troppo poco potenti;
- una locomotiva diesel DJ.474 del 2001 proveniente dal parco della Gestione Commissariale Governativa della ferrovia Parma-Suzzara (FPS). Questa motrice deriva dalla totale ricostruzione di una vecchia locomotiva tedesca del gruppo V100 delle DB ed attualmente (2009) è utilizzata per le tradotte e compiti di manovra;
- una locomotiva diesel da manovra Ld.404 di produzione MaK e proveniente dalla FPS, che attualmente (2009) risulta accantonata;
- due automotori diesel da manovra Ld 61 e Ld 62 di produzione tedesca provenienti dal parco delle FSF a sua volta acquistate dalla società esercente la Ferrovia della Valle Seriana (FVS). Di questi automotori uno risulta accantonato (Ld61) a seguito della scadenza della revisione, mentre l'altro (Ld62) è raramente utilizzato per la trazione di treni cantiere.

Tra le acquisizione effettuate dalla FER su mercato dell'usato a partire dal 2004 troviamo:
- tre ulteriori locomotive diesel D.220, immatricolate come 028, 029 e 060 prodotte tra il 1956 e il 1959, identiche alle sette già in parco e recuperate da alcune imprese di lavori ferroviari;
- sei locomotive elettriche E.640 di costruzione Asgen/Pistoiesi 1968 sullo stesso tipo della fornitura per le Ferrovie Nord Milano, provenienti dal gruppo E.342 delle ferrovie di stato slovene e immatricolate come 102, 103, 112, 119, 131 e 139. Tali locomotive sono utilizzate per lo più in doppia trazione.
- tre locomotive diesel D.361 del 1974, prodotte dalla Electroputere Craiova, provenienti dal gruppo 60 delle ferrovie di stato rumene (CFR) e immatricolate nella serie 001-003, attualmente queste macchine risultano accantonate perché non più autorizzate a circolare su RFI per mancanza di SCMT.

Nello stesso periodo sono state ammodernate le D.220, ad eccezione della R01, le quali sono state inviate alla TVZ Gredelj di Zagabria che le ha revisionate e rimotorizzate con nuovi propulsori di marca Caterpillar.
Dal parco ACT di Reggio Emilia, acquisito nel 2009, provengono:
- due locomotive diesel 1900 costruite nel 1960 dalla Krupp e provenienti dal gruppo V160 prototipo delle DB. Risultano immatricolate nella serie 007-008;
- undici locomotive diesel G2000BB, costruite da Vossloh tra il 2003 e il 2005 e immatricolate dalla ACT nella serie 14-24, poi rinumerate nel 2011 come D220.014-024;
- due D.145 di produzione FIAT 1994, identiche a quelle impiegate da Trenitalia e immatricolate nella serie 012-013;
- due locomotive diesel-elettriche serie DE122 prodotte nel 1990 dalla IMPA - ITIN di Catania e numerate 009 e 010, entrambe atte al servizio merci.
- quattro locomotive da manovra 850 prodotte da Henschel e immatricolate nella serie 003-006;
- due automotori da manovra 260 prodotte dalla Greco nel 1957 e immatricolate nella serie 001-002.

Nel piano di svecchiamento del parco rotabili avviato nel 2009, la FER ha acquistato quattro locomotive elettriche E.483 del tipo Bombardier Traxx F140DC, immatricolate nella serie 023-026 ER, di cui due sono poi state vendute a Sistemi Territoriali.
In seguito all'aumento dei servizi merci effettuati, per conto principalmente della società Oceanogate di cui fa parte insieme a Sogemar, a partire dal 2010 FER si è trovata, per carenza di locomotive, a doverne noleggiare da altre società, inizialmente (2010) si sono noleggiate a più riprese delle E655 di Trenitalia cargo mentre successivamente si è preferito noleggiare rotabili più moderni da altre società tra cui una E483 di Arenaways, una E189 di ISC e una E484 sempre di ISC. Successivamente la consociata Oceanogate si è costituita impresa ferroviaria indipendente ed è subentrata a FER in molte delle relazioni merci specie quelle legate agli scali marittimi, utilizzando inizialmente locomotive di FER per poi dotarsi di un proprio parco rotabili (principalmente in leasing).

#### Rotabili storici
Al momento della sua costituzione in società, la FER ha ereditato dalle precedenti amministrazioni anche rotabili di interesse storico:
- tre locomotive Ln.372 di provenienza Ferrovie Padane (FP), costruite nel 1942;
- due automotrici ALn 772 prodotte nel 1941, di cui una è stata ristrutturata in livrea storica, mentre l'altra è stata venduta all'associazione GRAF di Roma[36];
- due automotrici ALn 556 provenienti dal parco FSF e acquistate da quest'ultima negli anni settanta dalle Ferrovie dello Stato;
- una locomotiva M.52 di costruzione Ganz e derivata dalla ricostruzione di una vecchia automotrice del 1932 proveniente dal parco Santerno Anonima Ferroviaria, che gestiva la linea Massalombarda - Imola - Fontanelice;
- ventidue carrozze provenienti dalle Ferrovie Federali Svizzere (FFS) e prodotte tra il 1939 e il 1945, in parte provenienti dal parco FP, in parte da quelle FSF. In passato furono impiegate sui treni regionali al traino delle D220, quando furono accantonate a causa della presenza di alcune parti in amianto (queste carrozze dopo anni di accantonamento sono state demolite nell'ottobre 2011.

Con l'acquisizione del ramo d'azienda ATCM, nel 2008, il parco rotabili storici si è incrementato dei mezzi facenti parte della dotazione originale della linea Modena - Sassuolo di cui due locomotive e tre automotrici costruite dalla Breda nel 1932.
Con l'acquisizione della ACT di Reggio Emilia si sono aggiunte nel parco storico la vaporiera CCFR 7 prodotta nel 1907 dalla Henschel & Sohn di Kassel e alcune carrozze di provenienza Ferrovie Nord Milano.

### Divisione autolinee

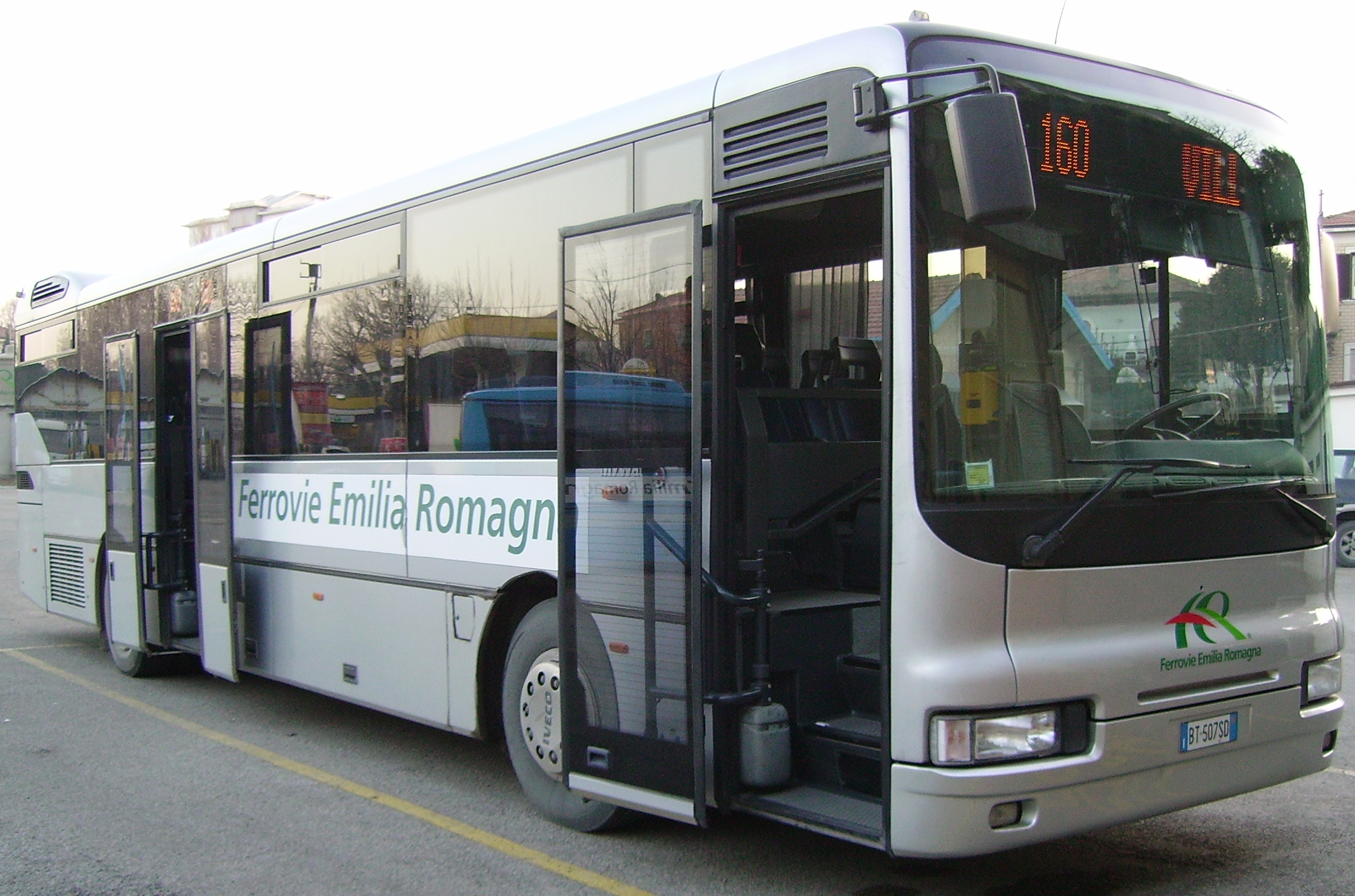
Rimini: autobus Iveco MyWay n. 914 della FER sulla linea 160

La divisione autolinee faceva parte integrante della divisione trasporto della divisione ferroviaria. Anche questo ramo d'azienda nel 2012 è stato fuso in TPER.
La Ferrovie Emilia Romagna gestì linee di trasporto pubblico interurbano automobilistico nelle province di Bologna, Ferrara e Rimini.
Per quanto riguarda Bologna, dal 1º marzo 2011 la Società svolse il servizio all'interno della società TPB, con Atc e Omnibus a seguito della gara di assegnazione svolta nel 2010. Nel caso di Ferrara la Società partecipò alla gara di assegnazione all'interno dell'Associazione Temporanea di Imprese Trasporto Pubblico Ferrarese (TPF), assieme alla ACFT, in seguito entrata in Atc e al consorzio di operatori privati FEM. Per Rimini gestì, sempre a seguito di gara, alcune linee all'interno dell'Adriatic Transport Group (ATG), con la TRAM e altri operatori privati.
Nel 2009 FER, attraverso il consorzio HERM, costituito con RATP, CTT e Nuova Mobilità, acquisì una partecipazione in ATCM, che gestiva il servizio automobilistico della città e della provincia di Modena.

## Struttura societaria
La società è controllata dalla Regione Emilia-Romagna, socio unico che detiene il 100% del capitale sociale pari a 10345396,00 € dal 10 agosto 2016.